# Wald bei Kuhlmorgen an der Uecker
Wald bei Kuhlmorgen an der Uecker este o arie protejată (arie specială de conservare — SAC, sit de importanță comunitară — SCI) din Germania întinsă pe o suprafață de 19 ha, integral pe uscat.

## Localizare
Centrul sitului Wald bei Kuhlmorgen an der Uecker este situat la coordonatele 53°35′56″N 14°01′36″E / 53.5989°N 14.0267°E.

## Înființare
Situl Wald bei Kuhlmorgen an der Uecker a fost declarat sit de importanță comunitară în aprilie 2004 pentru a proteja 1 specie de animale. Situl a fost protejat și ca arie specială de conservare în august 2016.

## Biodiversitate
Situată în ecoregiunea continentală, aria protejată conține 1 habitat natural: Păduri acidofile de stejar bătrân cu Quercus robur pe câmpii nisipoase.
La baza desemnării sitului se află o specie protejată de  nevertebrate: Osmoderma eremita